# فرنسيسكو خوسيه لومباردي
فرنسيسكو خوسيه لومباردي (بالإسبانية: Francisco Lombardi)‏ هو منتج أفلام وكاتب سيناريو ومخرج بيروفي، ولد في 3 أغسطس 1949 في تاكنا في بيرو.

## وصلات خارجية
- فرنسيسكو خوسيه لومباردي على موقع IMDb (الإنجليزية)
- فرنسيسكو خوسيه لومباردي على موقع روتن توميتوز (الإنجليزية)
- فرنسيسكو خوسيه لومباردي على موقع ألو سيني (الفرنسية)
- فرنسيسكو خوسيه لومباردي على موقع أول موفي (الإنجليزية)
- فرنسيسكو خوسيه لومباردي على موقع قاعدة بيانات الأفلام السويدية (السويدية)
- فرنسيسكو خوسيه لومباردي على موقع قاعدة بيانات الفيلم (الإنجليزية)
- فرنسيسكو خوسيه لومباردي على موقع كينوبويسك (الروسية)